# Кулгала
Кулгала, Курчалручей — река в России, протекает по территории Кубовского сельского и Пудожского городского поселений Пудожского района Республики Карелии.

## Физико-географическая характеристика
Река берёт начало из болота без названия.
Впадает на высоте ниже 35,4 м над уровнем моря в реку Водлу.
В устье Кулгалы расположена деревня Кошуково, через которую проходит шоссе 86К-287 («Долматово — Няндома — Каргополь — Пудож»).

## Фотографии
|  |  |